# Comisión Estatal Examinadora de Psicólogos de Texas

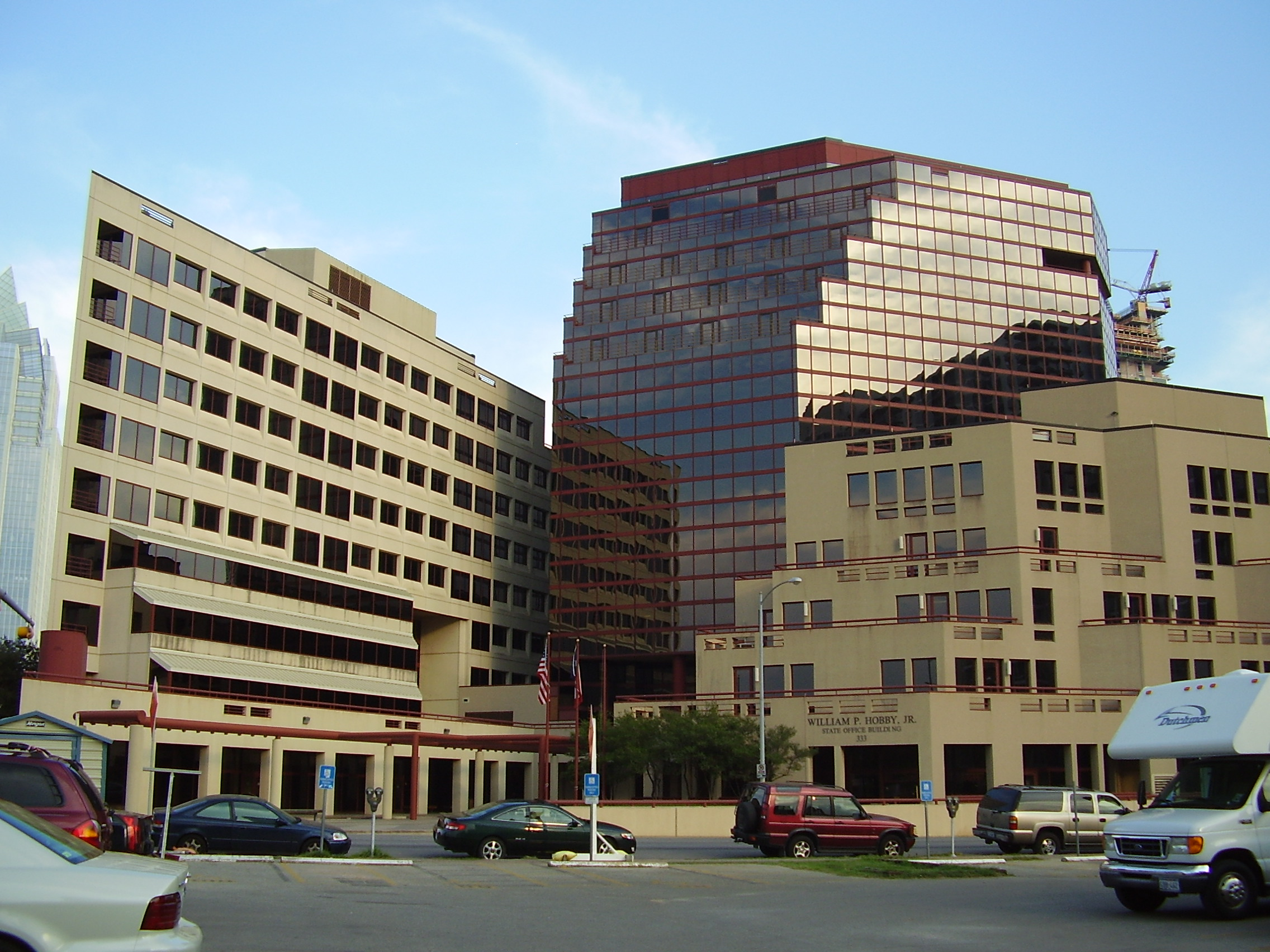
El William P. Hobby State Office Building alberga la sede de la comisión.

La Comisión Estatal Examinadora de Psicólogos de Texas (idioma inglés: Texas State Board of Examiners of Psychologists) es una agencia de Texas (Estados Unidos) que regula la industria de la psicología. 
El departamento tiene su sede en la sala 450 de Torre 2 en el William P. Hobby State Office Building A 333 Guadalupe Street en Austin.